# Мимоза
Мимоза (лат. Acacia dealbata) назив је врсте биљке из рода акација (Acacia), којој припада 40-ак родова са око 1.500 врста тропских и суптропских дрвећа с једноструко или двоструко перасто састављеним листовима.

## Порекло
У свету постоји више од 300 различитих врста мимозе, које воде порекло из Аустралије. А у Херцег Новом и Боки которској узгаја се тек 20-ак врста.

## Примена
Гаји се као декоративно дрво, али има примену и у индустрији намештаја. Премда, компоненте издвојене из свих делова биљке користе се у фармацији, козметичкој индустрији и медицини.
Семе и млади изданци се користе у азијској кухињи за припрему разних супа, омлета... Американци воле да конзумирају ликер направљен од листова акције.
Тврдо и дуготрајно дрво акације користило се у прошлости за ручну изради бродова, данас се углавном користи за израду подова, намештаја, играчки, накита.

## Занимљивости
Сматра се да су прве мимозе стигле у Француску у току 18. века и прво су се садиле око вила богатих људи који су зиму проводили у Француској. Прва Acacia dealbata је увезена 1884. године из Аустралије у Француску и посађена у парку једног замка у Кану.
Мимоза је симбол жене, слободе, осећајности. У Италији, Русији, Француској и другим земљама овај се цвет везује за Међународни дан жена, 8. март, када се женама поклања букет овог жутог цвећа. Она означава поштовање, доноси срећу у послу и љубави. У говору цвећа овај цвет значи поруку верне љубави.

### Манифестација
Једна од најзначајнијих манифестација на нашим просторима је у Боки Которској (Херцег Нови, Тиват, Котор...) ’’Празник мимозе’’. Основана је 1969. године, а од 1991. године је члан Удружења Карневалских градова Европе (FEEC). Овај фестивал је углавном у фебруару. "Празник мимозе" је манифестација у славу цвећа — цвета мимозе. У оквиру фестивала одвија се велики број туристичких, забавних, културних, спортских и других разних програма.

## Легенда о настанку мимозе
Легенда о мимози говори да је некада давно у Аустралији близу океана живео љубавни пар који се много волео. Младић, син рибара, био је леп са сјајном црном косом и чудесно интелигентан. Његова девојка која је била много лепа, племенита и волела жуту боју, потицала је из аристократске породице. Породица је приморавала девојку да се уда за војводу. После многих примедби и убеђивања она попушта и удаје се за војводу. Разочарани младић напушта океан и рибарење и одлази у планину да ради као чувар шуме, како би заборавио своју љубав. Али, чим је младић закорачио у шуму избија велики пожар. Он спашава шуму упркос опасности и страда у пожару. Чувши вест о младићу девојка бежи од мужа у планину где затиче његово тело. Она умире поред вољеног, а од тог тренутка на месту где је умро љубавни пар појављује се лепо мирисно жуто цвеће, мимоза."